# José Sosaya
José Roberto Sosaya Wekselman (1956) es un compositor clásico peruano.
Estudió composición musical en el Conservatorio Nacional de Música (CNM) con Edgar Valcárcel. Cursó luego estudios en París con Yoshihisa Taira y Sergio Ortega, obteniendo en 1986 el Diplome Supérieur de Composition de la École Normale de Musique y el 1º premio de composición de la École Nationale de Musique de Pantin. También obtuvo el Certificado de Análisis musical del Conservatorio Nacional de la Región de Boulogne. Maestría en Composición Musical con Nuevas Tecnologías de la Universidad Internacional de La Rioja 2019. 
Fue becario del gobierno español para una estancia en el Laboratorio de Informática y Electrónica Musical de Madrid (1994). Desde 1987 es profesor en el Conservatorio Nacional de Música de Lima. También fundó y dirigió entre 2000 y 2004 el Ensamble Vocal Ariodante.
Ha representado a su país en:
- Primera Junta de Compositores del Pacífico (Sapporo, Japón, 1990).
- Primer Encuentro Andino y Festival de Música Contemporánea (Quito, 1993).
- Simposium Internacional de Música electroacústica (Bourges, Francia, 1993).
- II, III, IV Seminario Internacional “Músicas actuales-Instrumentos tradicionales” realizados en Santiago de Chile (2004), La Paz (2005) y Buenos Aires (2006).

Fue Director Académico del CNM entre los años 2003 y 2010. Allí fundó el Taller de Música Electroacústica en 1995 y dirigió el Taller de Músicas Actuales entre 2008 y 2010.
Actualmente es profesor de Composición en la Universidad Nacional de Música, así como asistente artístico de la Orquesta Sinfónica Nacional.

## Obras
PIANO
- Suite (1977)
- Interludio (1999) 2'35
- Balada (2007) 3'50
- Scherzando (2017) 2'50

VOZ Y PIANO
- Estampa (2007) para soprano y piano. 1'55
- Instinto, instante (2019) para voz y piano. 2'10
- Antígona XVI (2024) para voz y piano 4'10

CORO
- Terceto autóctono (1981) para coro mixto. 5'25
- Trilce LXIV (1985) para octeto vocal
- AyaQosPun (1998) para 3 voces infantiles y piano.
- Vers le Sud (1998) para coro mixto.
- Salmo 75 (2016) para coro mixto a capela. 3'15
- Wawa pampay (2024) para coro infantil a capella. 2'50

DE CÁMARA
- Cuarteto (1979) para cuerdas. 13'30
- Solo Nº 1 (1984) para clarinete. 8'20
- Contrastes (1985) para flauta, corno, trombón, piano, percusión y quinteto de cuerdas.
- Intermitencias (1986) para violín, violonchelo y piano. 11'
- Vallejiana (1986) para soprano, mezzosoprano, percusión y quinteto de cuerdas.
- Solo Nº 2 (1988) para guitarra. 8'
- Impulsos (1989) para 4 flautas. 10'30
- Ave! Chavín (1990) para clarinete, guitarra, piano/órgano, violín, violonchelo y percusión. 8'30
- Reflejo, proyección ... (2000) para recitante, flauta, oboe, clarinete, percusión, 2 violines, viola y violonchelo. 8'20
- Amalgamas (2004) para cinco flautistas. 7'30
- Tres piezas (2006) para flauta y 2 percusionistas.
- Wawa pampay (2015) para fagot y piano. 6'
- Re Creación (2015) para oboe, fagot, violín, violonchelo y clavecín. 5'25
- Dos danzas peruanas: Caramuza y Afroperuana (2016) para oboe y piano.
- Solo Nº 3 (2016) para guitarra.
- Kero (2017) para instrumentos tradicionales peruanos.
- Estampa (2018) para violín y piano. (de Estampa para voz y piano). 1'50
- Melismas (2019) para flauta, clarinete, corno, violín, violonchelo y piano. (del Solo Nro. 2 para guitarra). 4'35
- Abstracción (2019) para violín, viola, violonchelo, contrabajo y piano. 2'50
- Caramuza (2019) para violín y piano. (de Dos danzas peruanas para oboe y piano) 3'
- Caramuza (2019) para flauta, clarinete, saxofón alto, violín, violonchelo y piano. 4'10
- Wawa pampay (2019) para violonchelo y piano. 4'10
- Tejidos andinos (2021) para 10 instrumentos. 15'30
- Secuencia (2022) para trompeta, fagot, percusión y quinteto de arcos. 9'
- Caramuza (2023) para flauta, oboe, clarinete, corno y fagot. 4'10
- AyaQosPun (2024) para flauta, oboe, clarinete, corno y fagot. (de AyaQosPun para 3 voces infantiles y piano). 4'40
- Estampa y Caramuza (2025) para saxofón alto y piano. 5'10

ORQUESTA
- Lloc (1983 rev. 1999)
- Tres piezas (1984) (de Suite para piano)
- Texturas (1991) para orquesta. 13'
- En torno a una danza (2013) 8'
- Kero (2018) 7'45
- Interludio (2019) (de Interludio para piano) 2'55
- Aires Mágicos Andinos (2019) 10'15
- De figuras, colores y relieves (2023) para zampoña, quena y orquesta. 9'20
- Danza (2023) 8´
- Energía, resonancias (2024) 10'

ELECTROACÚSTICAS
- Ejercicio (1991) 7'30
- ABS Track Sion 1 (1993) 3'
- Alturas Fuego Granizo (1993)
- ABS Track Sion 2 (1994) 4'06
- En torno... (1994) para guitarra acústica y cinta magnética.
- Evocaciones (1994) 5'25
- Impresión (1996) 8'15
- Voces (2000) 9'35
- Música para dos intérpretes virtuales (2000) 8'40
- Inside-Outside (2025) 8'40

## Premios
- 3° premio en Tapiola Choir International Choral Composition Competition 2024
- 2º premio en el Primer Concurso de Composición de Obra de Cámara, organizado por el Patronato Popular y Porvenir Pro Música Clásica (1983).
- 1º concurso de Composición Coral organizado por la Municipalidad de la Ciudad de Lima (1981).